# Östtysklands herrlandslag i fotboll
Östtysklands herrlandslag i fotboll representerade Östtyskland (DDR) i fotboll på herrsidan från 1952 till 1990 då Östtyskland upphörde att existera och uppgick i Förbundsrepubliken Tyskland (1949–1990 kallat Västtyskland).
Östtysklands landslag började spela landskamper 1952 och kom att fira sina största framgångar i OS-sammanhang där man bland annat tog OS-guld 1976 och OS-silver 1980. Östtyskland spelade ett VM-slutspel, 1974 i Västtyskland, där man också vann sin mest kända seger: Laget vann mot Västtyskland i det enda mötet mellan de två delade tyska staterna (A-landslag) efter ett mål av Jürgen Sparwasser.
Östtyskland spelade sin sista landskamp 1990 mot Belgien i Bryssel (2-0).

## Historia
När Tyskland delades i Förbundsrepubliken Tyskland (Västtyskland) och Tyska demokratiska republiken (Östtyskland) 1949, delades också landets fotboll, utom vid fotbollsturneringen i OS 1952, 1956 och 1964 då Tyskland deltog som gemensamt väst- och östtyskt lag. I Västtyskland behöll man det gamla förbundet DFB medan man i Östtyskland startades Deutscher Fussball-Verband der DDR (DFV). Följaktligen kom två tyska landslag att skapas. Man kom att ha helt skilda organisationer, precis som de två tyska staterna.

### Östtysklands landslagsfotboll
Efter flera år av inofficiella landskamper då Östtyskland ännu inte var medlem i Fifa spelade man den 21 september 1952 den första officiella landskampen mot Polen, vilken förlorades med 0-3 i Warszawa. Östtysklands landslag kom under 1950-talet att nästan bara spela mot länder i östblocket, det politiska läget spelade en roll, då flera länder i väst inte erkänt Östtyskland som land (se även Hallstein-doktrinen). Framgångar var få och det östyska landslaget kom hela tiden att vara i skuggan av Västtyskland, som tog hem VM-guldet 1954. Flera tränarbyten ägde rum men man lyckades inte kvalificera sig för ett VM- eller EM-slutspel.

### Östtyskland möter Västtyskland

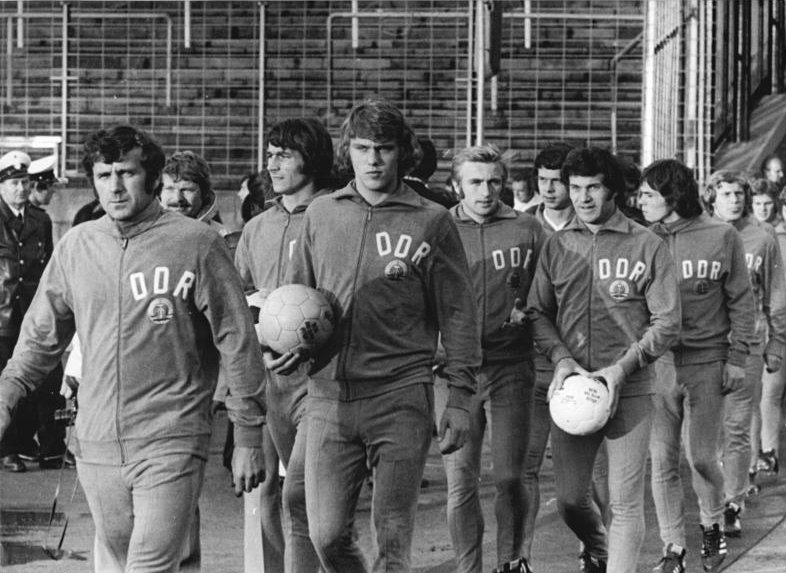
VM 1974

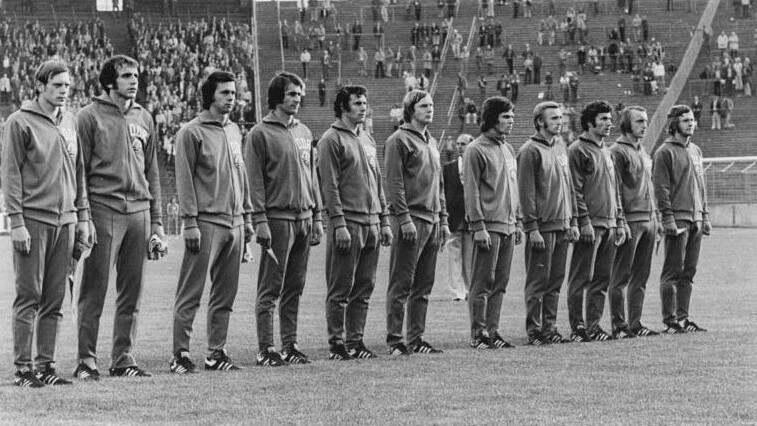
VM 1974

Först under 1970-talet stabiliserades sig landslaget under förbundskapten Georg Buschner som ledde landslaget till dess första VM-slutspelet, paradoxalt nog i Västtyskland 1974. Östtyskland levde alltjämt i skuggan av Västtyskland, 1970-talets stormakt inom landslagsfotbollen. Det kom att falla sig så att länderna hamnade i samma grupp vilket banade vägen för den enda landskampen mellan länderna på A-landslagsnivå (möten på U-, J- och OS-nivå ägde sedan tidigare rum). Sensationen var ett faktum när lillebror Östtyskland slog de blivande världsmästarna Västtyskland med 1-0 i Hamburg. Målskytten Jürgen Sparwasser blev stor hjälte. Östtyskland hamnade slutligen på en sjätteplats.

### Östtyska landslaget under 1980-talet
Trots framgången i VM 1974 lyckades Östtyskland aldrig återupprepa att kvalificera sig för ett större slutspel i slutet av 1970-talet eller hela 1980-talet. Man kom att ha ett kompetent landslag, men inte tillräckligt konkurrenskraftigt för slutspel (bortsett OS). Man var nära att kvala in till EM-slutspelet i Italien 1980 men förlorade en avgörande match på hemmaplan mot Nederländerna.

### OS och den östtyska fotbollen
Länderna i östblocket klassade alltid sina fotbollsspelare som amatörer. Istället för proffslöner fick spelare oftast positioner inom respektive lands armé och gavs fritt utrymme för fotbollsspel. IOK tillämpade amatörregeln inom OS-fotbollen, vilket stängde ut proffsen men gav turneringen en östprägel då dessa landslag kom att dominera turneringen under efterkrigstiden. Östtysklands första framgång var det överraskande bronset vid spelen i Tokyo 1964. Laget hette officiellt Tyskland, då IOK bara tog med Tyskland under en gemensam flagga, men var ett östtyskt som vunnit en internmatch mot det västtyska laget och tagit platsen som Tysklands lag.
Östtysklands största framgång var guldet i Montréal 1976. 1984 bojkottade Östtyskland OS tillsammans med övriga länder i östblocket och därmed hade Östtyskland gjort sitt i OS-fotbollen. Östtysklands fotbollslandslag hade kvalat in till 1984 års turnering. 1988 kvalade man inte in då OS-turneringen gjorts om till en U23-turnering.

### Klubbfotbollen i Östtyskland
Klubbfotbollen i Östtyskland kännetecknas genom sina starka koppling till staten och enskilda fabriker. Till exempel har lag som BSG Sachsenring Zwickau, BSG Waggonbau Dessau och FC Carl Zeiss Jena fått sina namn efter ortens fabrik. Andra lag fick sina namn efter regimens propaganda, till exempel ASK Vorwärts Berlin (där "Vorwärts" betyder "framåt") eller SC Einheit Dresden (där "Einheit" betyder "enhet").
Den östtyska ligafotbollen stod i kontrast till den penningstinna Bundesliga i Västtyskland och kännetecknades av isolering, där östtyska spelare inte fick lämna landet för proffsspel utomlands. Ligan kom också att kännetecknas av makthavarnas starka viljor, där Erich Mielkes politiska inflytande anses ha bidragit till BFC Dynamos dominans i ligan under 1980-talet. Detta förs av flera personer också fram som en orsak till landslagets små framgångar - konkurrensen inom landet var sneddriven även inom fotbollen.
Andra högt uppsatta politiker som stöttade fotbollsklubbar var ordföranden för det statligt kontrollerade östtyska fackförbundet FDGB Harry Tisch, som stöttade FC Hansa Rostock, och Werner Eberlein, som stöttade 1. FC Magdeburg. 1. FC Union Berlin grundades troligtvis endast tack vare stöd från den dåvarande ordföranden för FDGB Herbert Warnke och SG Dynamo Dresden stöttades av flera lokala politiker, däribland Hans Modrow. Samtliga dessa politiker var medlemmar i Socialistiska enhetspartiets (SED) centralkommitté eller politbyrå.
En del framgångar fanns dock internationellt för östtyska klubblag. 1. FC Magdeburg vann Cupvinnarcupen 1973/1974 efter att ha besegrat den italienska storklubben AC Milan i finalen. 1. FC Lokomotive Leipzig nådde final i Cupvinnarcupen 1986/1987. SG Dynamo Dresden gjorde två stormatcher mot FC Bayern München i åttondelsfinalen i Europacupen 1973/1974. SG Dynamo Dresden spelade 3-3 och 3-4 mot det västtyska proffslaget. BFC Dynamo blev det första tyska laget att besegra ett engelskt lag i England i Europacupen när laget besegrade Brian Cloughs Nottingham Forest FC på bortaplan i kvartsfinalen i Europacupen 1979/1980. BFC Dynamo vann bortamatchen med 1-0, men blev dock utslagna på målskillnad efter en förlust hemma.
När Östtyskland upphörde försvann även DDR-Oberliga och lagen från Östtyskland fick chansen att kvalificera sig för den nu gemensamma Bundesliga. Endast ett fåtal före detta östtyska klubbar har spelat i Bundesliga. I början gick bl.a. 1. FC Dynamo Dresden och FC Hansa Rostock upp. VfB Leipzig kvalificerade sig sedan för att spela i Bundesliga under säsongen 1993/1994, men blev nedflyttade efter endast en säsong. FC Energie Cottbus spelade i Bundesliga under ett fåtal säsonger i början av 2000-talet Bundesliga. 1. FC Union Berlin är det enda av de föra detta östyska klubbarna som spelar i Bundesliga per säsongen 2020/2021. Skillnaden är fortfarande stor mellan klubbarna i före detta Västtyskland och de före detta östtyska klubbarna.

### Östtyskland försvinner från fotbollskartan

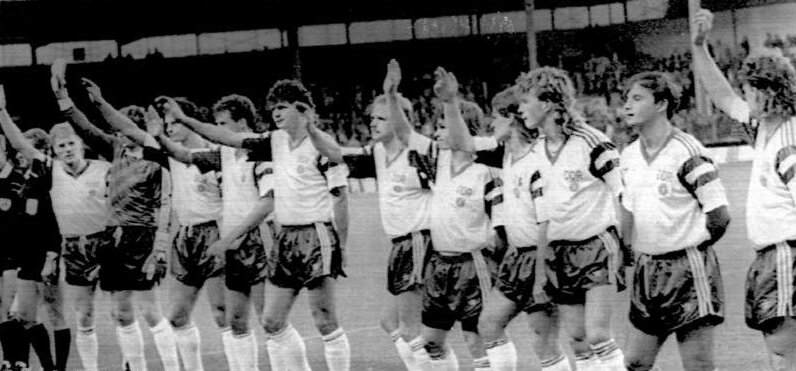
Östtyskland spelade sin sista landskamp den 12 september 1990, då man besegrade Belgien med 2-0 i Bryssel

När Tyskland återförenades 1990 blev följaktligen även en ny fotbollskarta ritad. DFB, det en gång gemensamma tyska fotbollsförbundet, tog över efter DFV i det fora Östtyskland. DFV i sin tur levde delvis vidare genom det nya regionala förbund NOFV som skapades inom ramen för DFB i östra Tyskland. Östtyskland spelade sin sista landskamp den 12 september 1990, då man besegrade Belgien med 2-0 i Bryssel. Båda målen gjordes av Matthias Sammer. 1990 spelade det återförenade Tyskland sin första landskamp.
Västtyskland och Östtyskland lottades i samma grupp inför kvalet till Europamästerskapet 1992 i Sverige. Men innan någon av matcherna spelats hade DDR upplösts.

## Förbundskaptener
- Eduard Geyer
- Manfred Zapf
- Bernd Stange
- Georg Buschner

## Kända spelare
- Bernd Bransch
- Jürgen Croy
- Thomas Doll
- Peter Ducke
- Hans-Jürgen Dörner
- Ulf Kirsten
- Matthias Sammer
- Jürgen Sparwasser
- Joachim Streich
- Andreas Thom

Thomas Doll, Ulf Kirsten, Matthias Sammer och Andreas Thom har även spelat i Tysklands landslag.